# Anna Żaczek
Anna Żaczek, z d. Biesiadecka (ur. 27 lipca 1964 w Jarosławiu) – polska lekkoatletka, specjalizująca się w rzucie dyskiem, mistrzyni Polski.

## Kariera sportowa
Była zawodniczką AZS-AWF Kraków i od 1988 Stali Mielec.
Na mistrzostwach Polski seniorek na otwartym stadionie zdobyła trzy medale w rzucie dyskiem: złoty w 1990, srebrny w 1989 i brązowy w 1987. W 2006 zdobyła w tej konkurencji brązowy medal mistrzostw Europy weteranów, w kategorii K40.
Jest absolwentką Akademii Wychowania Fizycznego w Krakowie (1988). Pracowała jako nauczycielka wychowania fizycznego, m.in. w Szkole Podstawowej nr 5 w Mielcu (od 1990), Zespole Szkół Technicznych w Mielcu (1992–1996), Zespole Szkół im. Wincentego Witosa w Suchej Beskidzkiej (od 1996).
Rekord życiowy w rzucie dyskiem: 55,08 m (12 maja 1990).
Działaczka PTTK w Suchej Beskidzkiej. Wyróżniona m.in. Złotą Odznaką „Zasłużony w Pracy PTTK wśród Młodzieży” oraz Srebrną Honorową Odznaką LZS.